# Timalus leucomela
Timalus leucomela là một loài bướm đêm thuộc phân họ Arctiinae, họ Erebidae.